# 1219 Britta
1219 Britta este un asteroid din centura principală, descoperit pe 6 februarie 1932 de Max Wolf.